# بیلی الیس
بیلی الیس (انگلیسی: Billy Ellis; ۵ نوامبر ۱۸۹۵ – ۱۸ نوامبر ۱۹۳۹) بازیکن فوتبال اهل بریتانیا بود.
از باشگاه‌هایی که در آن بازی کرده‌است می‌توان به باشگاه فوتبال لینکولن سیتی، باشگاه فوتبال یورک سیتی، باشگاه فوتبال بیرمنگام سیتی، و باشگاه فوتبال ساندرلند اشاره کرد.